# North Berwick Law
Il North Berwick Law è una collina conica della Scozia che si eleva in modo rilevante rispetto all'area circostante (il che costituisce appunto la definizione del termine law nella lingua lowland scots). È pertanto considerata un monadnock.

## Geografia fisica

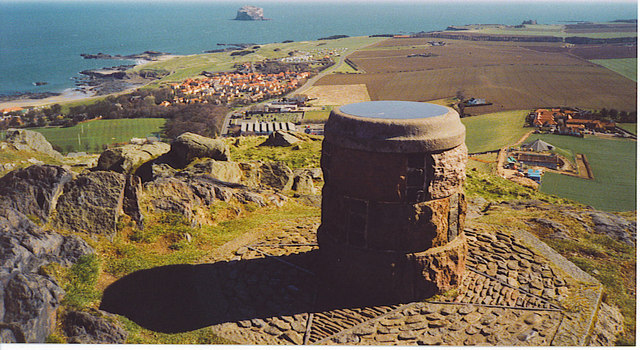
La tavola d'orientamento sulla cima

La collina domina visivamente la cittadina di North Berwick (East Lothian ) e la sua cima è collocata a 187 m di quota. La sua prominenza topografica è di 168 metri, e la collina può quindi essere classificata come un Marylin.

## Geologia
La collina da un punto di vista geologico è considerata un neck (o collo vulcanico) ed è formata da rocce molto dure (in particolare trachiti fonolitiche) risalenti al Carbonifero. Il rilievo è sopravvissuto all'erosione operata dai ghiacciai durante le glaciazioni e costituisce un esempio di craig, un termine usato in Scozia per indicare alture scoscese che si presentano isolate rispetto ad altre colline o montagne.

## Storia

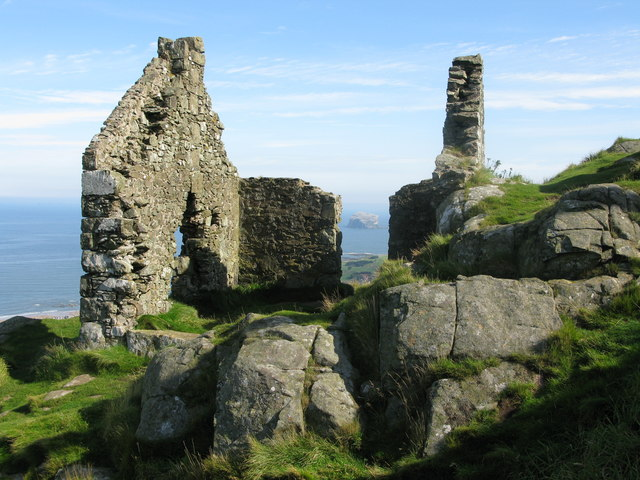
Le rovine nei pressi della vetta

Sulla cima si trovano i resti di un hill fort dell'età del ferro e le rovine di edifici militari utilizzati come osservatori al tempo delle Guerre napoleoniche e della Seconda guerra mondiale.
Fin dal 1709 la punta del North Berwick Law era segnalata da una mandibola di balena. L'osso fu sostituito tre volte e venne poi rimosso, per motivi di sicurezza, nel 2005. Il 26 giugno 2008 una replica in vetroresina dell'osso rimosso nel 2005 fu aviotrasportata sulla cima della collina e vi fu ricollocata in modo da restituire a North Berwick Law back questo punto di riferimento. Il costo per la creazione di tale replica venne coperto da un anonimo donatore amico di North Berwick.

## Accesso alla cima

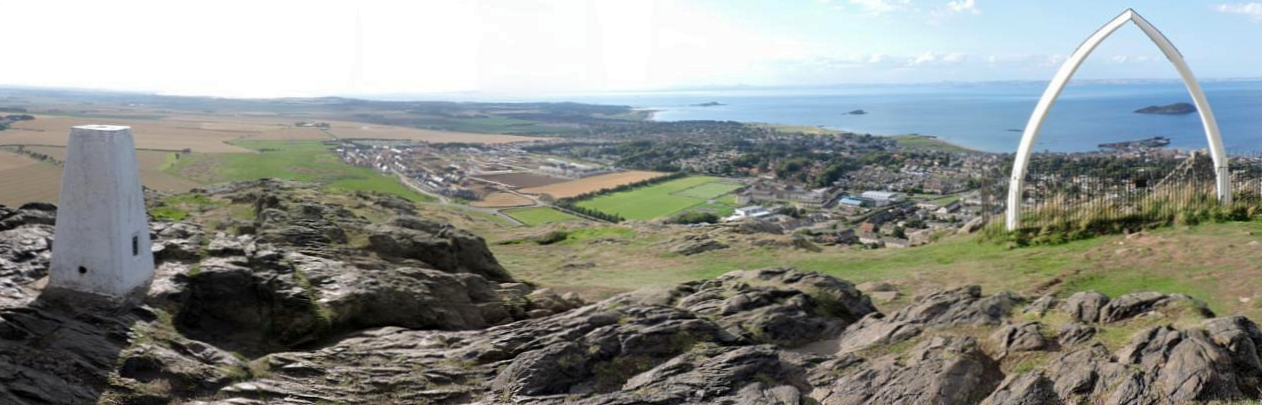
Panorama dalla cima

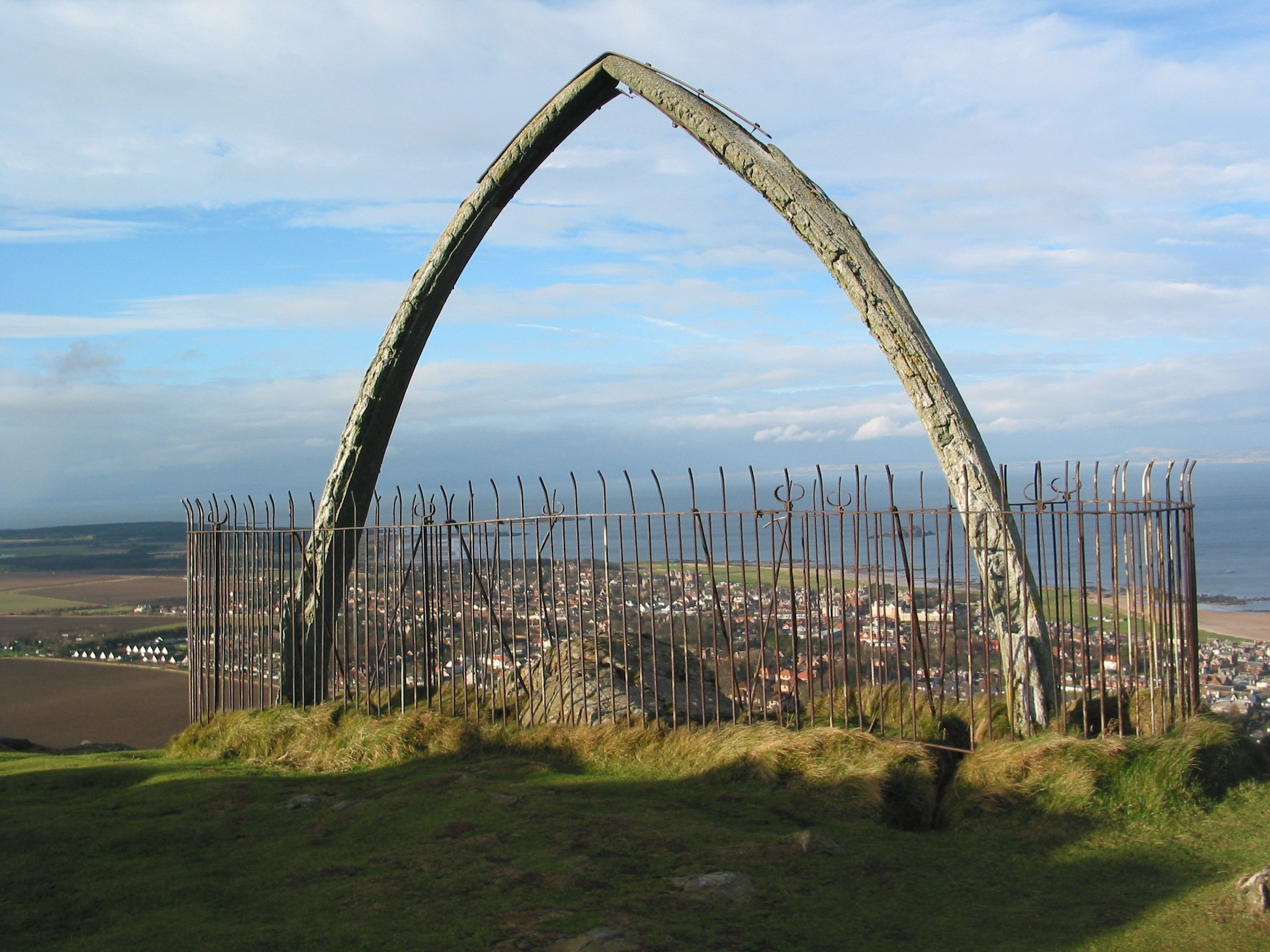
Il vecchio monumento in ossa di balena

La cima della collina può essere raggiunta per sentiero partendo da un posteggio posto ai piedi della collina. La salita e la discesa richiedono complessivamente circa un'ora. Per limitare l'erosione è fortemente raccomandato non uscire dal sentiero principale. Dalla vetta si gode di uno spettacolare panorama sul Firth of Forth e in particolare sulla vicina isola di Bass Rock